# Christian von Rodt
Christian Franz Freiherr von Rodt zu Bußmannshausen († 1768) war ein österreichischer General.
Christian von Rodt stammte aus der Ehe von Franz Christoph Reichsfreiherr von Rodt, Herr zu Bußmannshausen und Orsenhausen und Maria Theresia Benedicte Reichsfreiin von Sickingen zu Hohenburg. Die Fürstbischöfe von Konstanz, Franz Konrad von Rodt und Maximilian Christof von Rodt, sowie Anton Egbert von Rodt waren seine Brüder. Sein Onkel war Kasimir Anton von Sickingen, Fürstbischof von Konstanz.